# Otradni (Tajtamukái, Adiguesia)
Otradni (en ruso: Отрадный) es un pueblo (posiólok) del raión de Tajtamukái en la república de Adiguesia de Rusia. Está situado a orillas del río Sups, 7 km al sureste de Tajtamukái y 95 km al noroeste de Maikop, la capital de la república. Tenía 677 habitantes en 2010
Pertenece al municipio de Tajtamukái.